# Garden Party (film)
Garden Party je americký hraný film z roku 2008, který režíroval Jason Freeland podle vlastního scénáře. Film popisuje životy několika lidí v Los Angeles, jejichž osudy se vzájemně protnou. Snímek měl světovou premiéru na Mezinárodním filmovém festivalu v Seattlu 30. května 2008.

## Děj
Sally je realitní agentka, která se setká s Tomem, od něhož se dozví, že erotické fotografie, které kdysi nafotila, jsou umístěné na internetu a společně pátrají, kdo je tam umístil. Sally vedle své práce pěstuje marihuanu, kterou distribuuje svým klientům. Pro Sally pracuje jako asistent Nathan, který je gay a do Kalifornie přišel z Nebrasky. Jednou se potká se Sammym, který je hudebník a nemá kde spát, tak mu nabídne místo u sebe. Avril je mladá dívka, která bydlí u sestřenice a jednou si vydělá peníze erotickými fotografiemi, ovšem poté shání jinou práci. Sammy s amatérskou hudební skupinou zpívá na večírku, kde si ho všimne hudební producent a nabídne mu spolupráci. Odstěhuje se od Nathana k přítelkyni. Nathan se rozhodne odjet zpátky k rodičům do Nebrasky. Avril získá místo asistentky u Sally.

## Obsazení
| Willa Hollandová      | April      |
| Vinessa Shaw          | Sally      |
| Tierra Abbott         | Lana       |
| Erik Smith            | Sammy      |
| Christopher Allport   | Davey      |
| Erik Bragg            | Dirk       |
| Candice A. Buenrostro | Bartender  |
| Alexander Cendese     | Nathan     |
| Alesha Clarke         | Adriana    |
| Robert Ellsworth      | Tom Waiter |
| Lindley Domingue      | Groupie    |
| Fiona Dourif          | Becky      |
| Shelley Dowdy         | Anna       |
| Robert Ellsworth      | Tom Waiter |
| Patrick Fischler      | Anthony    |
| Jennifer Lawrenceová  | Tiff       |
| Richard Gunn          | Todd       |
| Jordan Havard         | Wayne      |